# Valdo Sciammarella
Valdo Sciammarella (* 20. Januar 1924; † 8. September 2014) war ein argentinischer Komponist.

## Leben
Sciammarella war Direktor des Konservatoriums von Buenos Aires und Chorleiter am Teatro Colón. Er komponierte zahlreiche Lieder, außerdem kammermusikalische Werke, Klavierstücke und die Oper Marianita limeña o El divorcio fortuito. In den USA wurde eine Auswahl seiner Lieder von Phyllis Curtin, eine weitere 2008 von Diane McNaron und der Pianistin Heather Coltman auf CD aufgenommen.